# Edin-Ådahl
Edin-Ådahl es un grupo sueco de música cristiana contemporánea. El grupo estuvo activo desde 1977 hasta 1994. Son conocidos por representar a Suecia en el Festival de la Canción de Eurovisión 1990, con la canción Som en Vind, acabando 16º. Un año más tarde, acabaron segundos en el Melodifestivalen, ganado por Carola, quien después ganaría el festival.

## Discografía

### En sueco
- Edin-Ådahl, (Prim) 1980
- Alibi, (CBS/Royal) 1982
- Maktfaktor, (Royal) 1983
- Tecken, (Prim) 1986
- Big Talk, (Royal/Cantio) 1989
- Into My Soul, (Cantio) 1990
- Reser Till Kärlek, (Cantio) 1991
- Kosmonaut Gagarins Rapport, (Viva) 1992
- Minnen: 1980—1992, (Viva) 1994
- Komplett, (Media Point) 2009

### En inglés
- Alibi, (Refuge) 1983
- X-Factor, (Refuge) 1984
- Miracle, (Refuge) 1987
- Big Talk, (Royal Music/Refuge) (1989)
- Into My Soul, (Alarma World Music) (1990)
- Revival, (Alarma World Music/Cantio) (1991)